# Salto de esqui nos Jogos Olímpicos de Inverno de 1976
As competições de salto de esqui nos Jogos Olímpicos de Inverno de 1976 foram disputadas nos dias 15 e 17 de fevereiro em Innsbruck, na Áustria. A modalidade teve disputas em dois eventos: saltos em pista curta e pista longa.

## Medalhistas
| Evento                           | Ouro                                        | Prata                                  | Bronze                           |
| -------------------------------- | ------------------------------------------- | -------------------------------------- | -------------------------------- |
| Pista normal individual detalhes | Hans-Georg Aschenbach GDR Alemanha Oriental | Jochen Danneberg GDR Alemanha Oriental | Karl Schnabl AUT Áustria         |
| Pista longa individual detalhes  | Karl Schnabl AUT Áustria                    | Anton Innauer AUT Áustria              | Henry Glaß GDR Alemanha Oriental |

## Quadro de medalhas
| Ordem | País                  | Medalha de ouro | Medalha de prata | Medalha de bronze |   |
| ----- | --------------------- | --------------- | ---------------- | ----------------- | - |
| 1     | GDR Alemanha Oriental | 1               | 1                | 1                 | 3 |
| 1     | AUT Áustria           | 1               | 1                | 1                 | 3 |
| TOTAL | TOTAL                 | 2               | 2                | 2                 | 6 |